# Grand Prix automobile de Rome
 (juillet 2025).
Si vous disposez d'ouvrages ou d'articles de référence ou si vous connaissez des sites web de qualité traitant du thème abordé ici, merci de compléter l'article en donnant les références utiles à sa vérifiabilité et en les liant à la section « Notes et références ».
Le Grand Prix automobile de Rome est une course automobile créée en 1925 et disparue en 1991. Jusqu'en 1956, elle se déroulait dans un cadre urbain, date à laquelle la course a cessé d'être disputée. Elle est recrée en 1963 et se dispute ensuite sur le circuit de Vallelunga jusqu'à sa disparition en 1991. De 1925 à nos jours, le Grand Prix de Rome a accueilli des courses de Formule Libre, de Formule 750, de Formule 1, de Formule 2 et de Formule 3000 ainsi que de voitures de sport.

## Palmarès
Les gagnants du Grand prix depuis sa création en 1925 sont,,,,, :
| Année     | Vainqueur             | Voiture             | Discipline    | Circuit              | Résultats |
| --------- | --------------------- | ------------------- | ------------- | -------------------- | --------- |
| 1925      | Carlo Masetti         | Bugatti             | Formule Libre | Monte Mario          | Résultats |
| 1926      | Aymo Maggi            | Bugatti             | Formule Libre | Valle Giulia         | Résultats |
| 1927      | Tazio Nuvolari        | Bugatti             | Formule Libre | Parioli              | Résultats |
| 1928      | Louis Chiron          | Bugatti             | Grand Prix    | Tre Fontane          | Résultats |
| 1929      | Achille Varzi         | Alfa Romeo          | Grand Prix    | Tre Fontane          | Résultats |
| 1930      | Luigi Arcangeli       | Maserati            | Grand Prix    | Tre Fontane          | Résultats |
| 1931      | Ernesto Maserati      | Maserati            | Grand Prix    | Littorio             | Résultats |
| 1932      | Luigi Fagioli         | Maserati            | Grand Prix    | Littorio             | Résultats |
| 1933–1946 | Non couru             | Non couru           | Non couru     | Non couru            | Non couru |
| 1947      | Franco Cortese        | Ferrari             | Sport         | Thermes de Caracalla | Résultats |
| 1948      | Non couru             | Non couru           | Non couru     | Non couru            | Non couru |
| 1949      | Luigi Villoresi       | Ferrari             | Formule 2     | Thermes de Caracalla | Résultats |
| 1950      | Alberto Ascari        | Ferrari             | Formule 2     | Thermes de Caracalla | Résultats |
| 1951      | Mario Raffaeli        | Ferrari             | Formule 2     | Thermes de Caracalla | Résultats |
| 1952–1953 | Non couru             | Non couru           | Non couru     | Non couru            | Non couru |
| 1954      | Onofre Marimón        | Maserati            | Formule 1     | Castel Fusano        | Résultats |
| 1955      | Non couru             | Non couru           | Non couru     | Non couru            | Non couru |
| 1956      | Jean Behra            | Maserati            | Sport         | Castel Fusano        | Résultats |
| 1957–1962 | Non couru             | Non couru           | Non couru     | Non couru            | Non couru |
| 1963      | Bob Anderson          | Lola-Climax         | Formule 1     | Vallelunga           | Résultats |
| 1964      | Jo Schlesser          | Brabham-Cosworth    | Formule 2     | Vallelunga           | Résultats |
| 1965      | Richard Attwood       | Lola-Cosworth       | Formule 2     | Vallelunga           | Résultats |
| 1966      | Ernesto Brambilla     | Brabham-Ford        | Formule 3     | Vallelunga           | Résultats |
| 1967      | Jacky Ickx            | Matra-Cosworth      | Formule 2     | Vallelunga           | Résultats |
| 1968      | Ernesto Brambilla     | Ferrari             | Formule 2     | Vallelunga           | Résultats |
| 1969      | Johnny Servoz-Gavin   | Matra-Cosworth      | Formule 2     | Vallelunga           | Résultats |
| 1970      | Non couru             | Non couru           | Non couru     | Non couru            | Non couru |
| 1971      | Ronnie Peterson       | March-Cosworth      | Formule 2     | Vallelunga           | Résultats |
| 1972      | Non couru             | Non couru           | Non couru     | Non couru            | Non couru |
| 1973      | Jacques Coulon        | March-BMW           | Formule 2     | Vallelunga           | Résultats |
| 1974      | Patrick Depailler     | March-BMW           | Formule 2     | Vallelunga           | Résultats |
| 1975      | Vittorio Brambilla    | March-BMW           | Formule 2     | Vallelunga           | Résultats |
| 1976      | Jean-Pierre Jabouille | Elf-Renault         | Formule 2     | Vallelunga           | Résultats |
| 1977      | Bruno Giacomelli      | March-BMW           | Formule 2     | Vallelunga           | Résultats |
| 1978      | Derek Daly            | Chevron-Hart        | Formule 2     | Vallelunga           | Résultats |
| 1979      | Marc Surer            | March-BMW           | Formule 2     | Vallelunga           | Résultats |
| 1980      | Brian Henton          | Toleman-Hart        | Formule 2     | Vallelunga           | Résultats |
| 1981      | Eje Elgh              | Maurer (en)-BMW     | Formule 2     | Vallelunga           | Résultats |
| 1982      | Corrado Fabi          | March-BMW           | Formule 2     | Vallelunga           | Résultats |
| 1983      | Beppe Gabbiani        | March-BMW           | Formule 2     | Vallelunga           | Résultats |
| 1984      | Mike Thackwell        | Ralt-Honda          | Formule 2     | Vallelunga           | Résultats |
| 1985      | Emanuele Pirro        | March-Cosworth      | Formule 3000  | Vallelunga           | Résultats |
| 1986      | Ivan Capelli          | March-Cosworth      | Formule 3000  | Vallelunga           | Résultats |
| 1987      | Stefano Modena        | March-Cosworth      | Formule 3000  | Vallelunga           | Résultats |
| 1988      | Gregor Foitek         | Lola-Cosworth       | Formule 3000  | Vallelunga           | Résultats |
| 1989      | Fabrizio Giovanardi   | March-Judd          | Formule 3000  | Vallelunga           | Résultats |
| 1990      | Non couru             | Non couru           | Non couru     | Non couru            | Non couru |
| 1991      | Alessandro Zanardi    | Reynard-Mugen-Honda | Formule 3000  | Vallelunga           | Résultats |